# Perconia basi-approximata
Perconia basi-approximata là một loài bướm đêm trong họ Geometridae.